# Panzerzug Kalmykowez
Der Panzerzug Kalmykowez (russisch Бронепоезд Калмыковец Bronepojesd Kalmykowez) war ein Panzerzug der Weißen Armee aus der Zeit des Russischen Bürgerkrieges.

## Geschichte
Am 5. Juli 1918 kam es in der Nacht zu einem Gefecht beim Eisenbahnknotenpunkt Talovy. Hier kämpften Soldaten der Sonderabteilung Ussurijski und erbeuteten einen Panzerzug der Bolschewiki. Dieser war voll funktionsfähig und aufmunitioniert. Anfang Januar 1919 erhielt er dann den Namen Kalmykowez und wurde offiziell in die Weiße Armee eingegliedert.

## Technische Daten

### Lokomotive
Die Dampflokomotive des Panzerzug Kalmykowez war eine ungepanzerte Dampflokomotive.

### Artilleriewagen

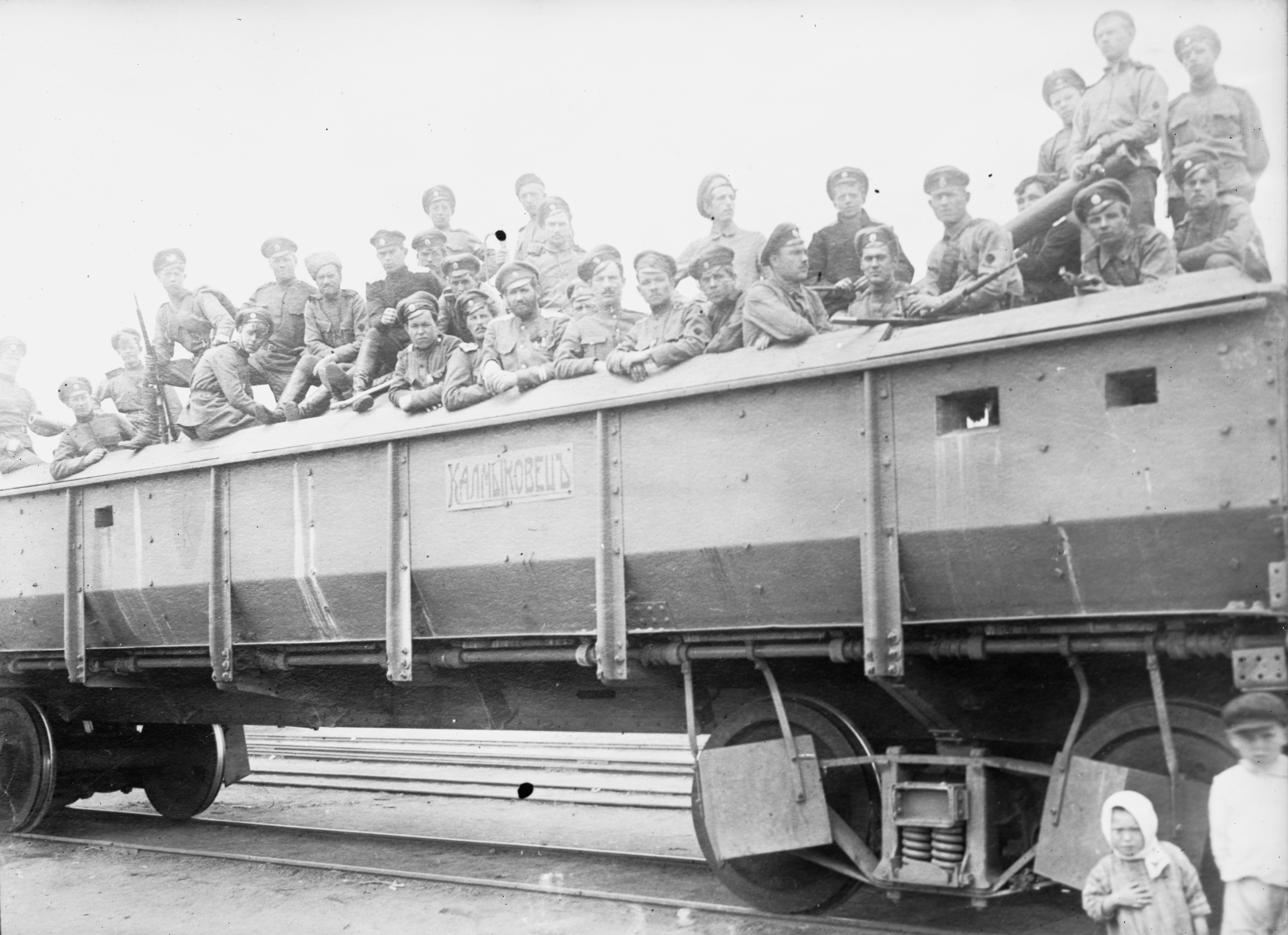
Einer der Artilleriewagen mit einem Großteil der Besatzung.

Der Panzerzug Kalmykowez verfügte über drei Artilleriewagen mit je einer 4,7-cm-Kanone. Diese Artilleriewagen waren ehemalige Flachwagen, auf denen gepanzerte Aufbauten aufgesetzt wurden.

### Maschinengewehrwagen
Im Panzerzug Kalmykowez gab es zwei große Maschinengewehrwagen. Diese verfügten, neben mehreren Schießscharten, über je zwei Betontürme. Diese dienten zur Beobachtung und konnten mit Maschinengewehren bestückt werden.

### Sonderwagen
Nach den ersten Einsätzen des Panzerzug Kalmykowez wurde ein zusätzlicher Wagen in den Panzerzug integriert. Hierbei handelte es sich um einen Güterwagen, welcher auch Todeswagen genannt wurde. In diesem wurden gefangene Partisanen verhört, gefoltert und anschließend getötet.

## Einsatz
Die ersten Einsätze in der Weißen Armee absolvierte der Panzerzug Kalmykowez in der Region um Chabarowsk. Hier kämpfte die Besatzung gegen Partisanen. Zu dieser Zeit war er der Armee unter Ataman Iwan Pawlowitsch Kalmykow zugeordnet. Am 17. und 18. November 1919 unterstützte der Panzerzug den antibolschewistischen Aufstand in Wladiwostok. Der weitere Verlauf der Einsätze des Panzerzuges kann nicht mehr nachverfolgt werden. Bekannt ist jedoch, dass der Panzerzug Kalmykowez ab 1920 in der Armee Kalmykow nicht mehr erwähnt wird.

## Zugpersonal
Die Zugbesatzung bestand aus etwa 60 Mann der Sonderabteilung Ussurijski.
- Zugkommandant Voznitsyn